# Filip Trojan
Filip Trojan (ur. 21 lutego 1983 w Třebíču), czeski piłkarz, występuje na pozycji pomocnika.

## Kariera klubowa
Trojan treningi rozpoczynał w Slavii Třebíč, a następnie przeszedł do Slavii Praga. W 1999 roku trafił do juniorów niemieckiego FC Schalke 04. W 2001 roku został włączony do jego pierwszej drużyny. W 2002 roku zdobył z klubem Puchar Niemiec. W Bundeslidze zadebiutował 11 września 2002 roku w zremisowanym 1:1 spotkaniu z VfB Stuttgart. W sezonie 2003/2004 Trojan został oddelegowany do zespołu rezerw, występującego w Regionallidze Nord.
W 2004 roku Trojan odszedł do zespołu VfL Bochum z Bundesligi. Pierwszy ligowy mecz zaliczył tam 11 września 2004 roku przeciwko Borussii Dortmund (2:2). W 2005 roku spadł z klubem do 2. Bundesligi, ale po roku powrócił z nim do Bundesligi. W Bochum spędził jeszcze rok.
W 2007 roku Trojan przeszedł do drugoligowej ekipy FC St. Pauli. Spędził tam 2 lata. W 2009 roku przeniósł się do pierwszoligowego 1. FSV Mainz 05. W jego barwach zadebiutował 5 lutego 2010 roku w zremisowanym 0:0 pojedynku z VfL Bochum. Latem 2010 roku został wypożyczony do drugoligowego MSV Duisburg. Karierę kończył w 2014 w Dynamie Drezno.
| Sezon   | Klub            | Kraj   | Flaga  | Rozgrywki         | Mecze | Bramki |
| ------- | --------------- | ------ | ------ | ----------------- | ----- | ------ |
| 2001/02 | FC Schalke 04   | Niemcy | Niemcy | Bundesliga        | 0     | 0      |
| 2002/03 | FC Schalke 04   | Niemcy | Niemcy | Bundesliga        | 3     | 0      |
| 2003/04 | FC Schalke 04   | Niemcy | Niemcy | Bundesliga        | 8     | 0      |
| 2003/04 | Schalke 04 II   | Niemcy | Niemcy | Regionalliga Nord | 10    | 3      |
| 2004/05 | VfL Bochum      | Niemcy | Niemcy | Bundesliga        | 19    | 0      |
| 2005/06 | VfL Bochum      | Niemcy | Niemcy | 2. Bundesliga     | 22    | 1      |
| 2006/07 | VfL Bochum      | Niemcy | Niemcy | Bundesliga        | 26    | 0      |
| 2007/08 | FC St. Pauli    | Niemcy | Niemcy | 2. Bundesliga     | 26    | 5      |
| 2008/09 | FC St. Pauli    | Niemcy | Niemcy | 2. Bundesliga     | 20    | 5      |
| 2009/10 | 1. FSV Mainz 05 | Niemcy | Niemcy | Bundesliga        | 5     | 0      |
| 2010/11 | MSV Duisburg    | Niemcy | Niemcy | 2. Bundesliga     | 34    | 2      |
| 2011/12 | Dynamo Drezno   | Niemcy | Niemcy | 2. Bundesliga     | 32    | 2      |
| 2012/13 | Dynamo Drezno   | Niemcy | Niemcy | 2. Bundesliga     | 27    | 1      |
| 2013/14 | Dynamo Drezno   | Niemcy | Niemcy | 2. Bundesliga     | 7     | 0      |

## Kariera reprezentacyjna
Trojan jest byłym reprezentantem Czech U-15, U-16, U-17, U-18, U-19 oraz U-21.